# 탄력섬유성위황색종
탄력섬유성위황색종(彈力纖維性僞黃色腫, 영어: Pseudoxanthoma elasticum, Grönblad–Strandberg syndrome, PXE)은 일부의 탄성 조직에서 칼슘 침착, 변질이 일어나는 유전성 질환이다. 탄력섬유성가황색종(彈力纖維性假黃色腫), 탄성섬유가황색종, 탄성섬유성가성황색종(彈性纖維性假性黃色腫), 탄력섬유거짓황색종이라고도 한다. 가장 흔한 문제는 피부와 눈에서 일어나며 나중에는 초기 동맥경화증의 형태로 혈관에서 일어날 수 있다.
이 증상은 크로모좀 16 (16p13.1)의 ABCC6 유전자의 반성유전 상염색체 열성 변종에 의해 일어난다.